# Wolfgang Güldenpfennig
Wolfgang Güldenpfennig (ur. 20 grudnia 1951 w Magdeburgu) – niemiecki wioślarz reprezentujący NRD, dwukrotny medalista igrzysk olimpijskich i mistrzostw świata.

## Kariera
Wystąpił na igrzyskach olimpijskich w Monachium w 1972, gdzie zdobył brązowy medal w jedynkach. W finale o 4,33 sekundy wyprzedził go Jurij Małyszew z ZSRR, a o 2,92 sekundy szybszy był Alberto Demiddi z Argentyny. Na rozgrywanych cztery lata później igrzyskach olimpijskich w Montrealu startował w czwórce podwójnej. Osada NRD w składzie: Wolfgang Güldenpfennig, Rüdiger Reiche, Karl-Heinz Bußert i Michael Wolfgramm zdobyła tam złoty medal, o 1,24 sekundy wyprzedzając osadę ZSRR i o 3,12 sekundy osadę Czechosłowacji. 
Na mistrzostwach świata w Nottingham (1975) wspólnie ze Stefanem Weiße, Wolfgangiem Hönigiem i Christofem Kreuzigerem zdobył złoty medal w czwórkach podwójnych. W tej samej konkurencji Frank Dundr, Martin Winter, Karl-Heinz Bußert i Wolfgang Güldenpfennig zwyciężyli na mistrzostwach świata w Amsterdamie (1977).
Ponadto zdobył brązowy medal w jedynkach na mistrzostwach Europy w Moskwie (1973).
W 1976 odznaczony Orderem Zasługi dla Ojczyzny.
Po zakończeniu kariery został trenerem w macierzystym klubie, SC Magdeburg.